# Таляль аль-Халид ас-Сабах
Таляль аль-Халид ас-Сабах (араб. طلال الخالد الصباح‎; род. 1966, Эль-Кувейт) — кувейтский политик и бизнесмен, первый вице-премьер и министр внутренних дел (с 2022 года). Ранее с 9 марта по 5 октября 2022 года был министром обороны.

## Биография
Был сыном Халида аль-Ахмеда ас-Сабаха, который в 1990 году возглавил Амири Дивана.
Принц Таляль учился в одном из университетов Великобритании, где получил степень бакалавра делового администрирования. Работал в нескольких нефтяных компаниях, а затем он работал в нефтяной компании «Kuwait Oil Company», в которой с 1990 по 2001 годы был директором по связям с общественностью.
С 2001 по 2007 годы работал в «Kuwait Petroleum Corporation», при этом с 2004 года он входил в совет директоров компании. В сентябре 2007 года перешёл работать в «Kuwait Oil Tanker Company», которую возглавлял с 2013 по 2019 годы.
С марта 2019 по март 2022 года был губернатором столицы страны, а затем перешёл работать в правительство эмирата. С 9 марта по 5 октября 2022 года он был министром обороны. Затем 1 августа он был назначен первым вице-премьером, а 5 октября стал министром внутренних дел.